# يوسوكي مينوجوتشي
يوسوكي مينوجوتشي (簔口 祐介) (ولد 23 أغسطس 1965) هو لاعب كرة قدم ياباني سابق، شارك في كأس آسيا 1988.

## روابط خارجية
- يوسوكي مينوجوتشي على موقع عالم كرة القدم.نت (الإنجليزية)

1. ↑  "معلومات عن يوسوكي مينوجوتشي على موقع worldfootball.net". worldfootball.net. مؤرشف من الأصل في 2019-03-24.

- Profile in worldfootball